# Jack Bamber
Pour les articles homonymes, voir Bamber.
Jack Bamber, né le 11 avril 1895 à St Helens (Merseyside) et mort le 26 mai 1973 dans la même ville, était un footballeur anglais, qui évoluait au poste de défenseur à Liverpool et en équipe d'Angleterre.
Bamber n'a marqué aucun but lors de son unique sélection avec l'équipe d'Angleterre en 1921. 

## Carrière
- 1915-1924 : Liverpool
- 1924-1927 : Leicester City
- 1927-1930 : Tranmere Rovers
- 1930-1932 : Prescot Cables

## Palmarès

### En équipe nationale
- 1 sélection et 0 but avec l'équipe d'Angleterre en 1921.